# FK Bačka Bačka Palanka
Az FK Bačka vagy OFK Bačka  (szerbül: Фудбалски клуб Бачка) egy 1945-ben alapított labdarúgócsapat a szerbiai Palánkán. A csapat az 5500 férőhelyes Slavko Maletin Vava stadionban rendezi hazai mérkőzéseit.